# Акжайык (резерват)
Государственный природный резерват «Акжайык» (каз. «Ақжайық» мемлекеттік табиғи резерваты) расположен в Махамбетском районе Атырауской области и землях города Атырау.
Создан постановлением Правительства Республики Казахстан № 119 "О некоторых вопросах создания государственного учреждения "Государственный природный резерват «Акжайык» от 6 февраля 2009 года в дельте реки Урал и прилегающем побережье Каспийского моря.
1 апреля 2009 года территория дельты реки Урал и прилегающего побережья Каспийского моря включена в список водно-болотных угодий международного значения. Она стала второй казахстанской территорией после Тенгиз-Коргалжынской системы озёр, вошедшей в данный список.
В 2014 году резерват вошел во всемирную сеть биосферных резерватов ЮНЕСКО.

## Гидрология
Гидрологический режим характеризуется постепенным подъёмом уровня воды в реке Урал во второй половине апреля, с переходом в мае—июне в весенне-летнее половодье, с пиком в конце мая или первой половине июня. После пика половодья начинается сначала быстрое, а затем постепенное снижение уровня, переходящее в августе—сентябре в осеннюю межень.
Глубина нижнего течения реки Урала стабильна ввиду того, что ежегодно русло реки промывается весенним половодьем. Весной, во время половодья, уровень воды превышает меженный на 3—7 м. В плёсах глубины колеблются от 7 до 20 м; средняя глубина реки Урала по фарватеру в межень составляет 3—5 м.
Река Урал принадлежит к типичным рекам почти исключительно снегового питания. Её сток, в основном, формируется в верховье, где сильно развита речная сеть. Ниже Уральска до впадения в море река Урал притоков не имеет, кроме маловодной реки Барбастау. Годовой сток реки колеблется от крайне маловодного — 2 кубических км в год, до многоводного — 12 кубических километров в год. Водность реки зависит от интенсивности таяния снега и водообеспеченности верховьев реки Урал.
С 1978 года уровень Каспийского моря стал резко повышаться. Интенсивность подъёма уровня моря составила в среднем 14 см/год, в отдельные годы достигала 30 см/год. Начиная с 2006 года прослеживается тенденция снижения уровня Каспийского моря.
Обширные мелководья, малые уклоны дна и суши, конфигурация морской береговой черты, активная деятельность ветра создают условия для развития значительных сгонно-нагонных колебаний уровня. Здесь, в среднем в месяц отмечается 3—4 нагонов и 4—5 сгонов. Одной из основных особенностей гидролого-морфологических процессов у побережья Каспийского моря является то, что этот процесс происходит в условиях значительных изменений уровня моря. При средних ветровых условиях смещение береговой линии составляет 3—5 км, в экстремальных — при сгоне величина осушки может достигать 8—12 км, а величина затопления суши в отдельных районах побережья — до 20—30 км. Продолжительность нагонов изменяется от нескольких часов до нескольких суток.
В северном Каспии чётко прослеживается сезонность наибольших нагонов. Наибольшая повторяемость имеют нагоны осенью (октябрь-ноябрь, 25,1 %), летом (июнь—июль, 21,3 %) и весной (апрель—май, 16,7 %) во время прохождения морян — продолжительных и сильных ветров нагонного направления.

## Климат
Климат Северного Прикаспия — резко континентальный и крайне засушлив с продолжительным жарким и сухим летом, с пыльными бурями, иссушающими почву, короткой с частыми оттепелями, малоснежной и ветреной зимой, с небольшим и неустойчивым количеством осадков. Среднегодовое количество осадков 150 мм (колеблется от 50 до 300 мм). Среднегодовая скорость ветра 5,5—7 м/сек. Относительная влажность воздуха летом не превышает 37 %, зимой — 80—84 %. Осадков выпадает мало — от 150 до 190 мм в год. Характерны сильные ветра, пыльные бури. Скорость ветров 5—6 м/сек, редко — до 12 м/с. Бури в среднем бывают 20—30 дней в году.

## Флора и фауна
По данным последних исследований, список флоры включает 130 видов, относящихся к 90 родам, 33 семействам, что составляет примерно 54 % флоры казахстанской части Северного Прикаспия, насчитывающей около 250 видов. Здесь можно встретить редкие и занесённые в Красную книгу Казахстана растения.
Растительность аквальных или водных экосистем подразделяется на 2 основных типа: погружено-водная, или фитобентос — сообщества с доминированием прикреплённых ко дну погруженных в толще воды крупных водорослей и высшие водных растений; воздушно-водная — сообщества с доминированием высших растений — гигрофитов в верхнем, надводном ярусе (тростник, рогоз и др.), в том числе плавающих на поверхности (кувшинки, водяной орех и др.) и ярусом подводных (роголистник, уруть и др.).
Через территорию дельты реки Урал и прилегающее побережье Каспийского моря пролегает Сибирско-Восточно-Африканский миграционный маршрут перелетных птиц. Здесь сосредоточено большое количество редких и эндемичных (обитающих только в данной местности) видов растений и животных.
Из птиц это такие редкие виды, как каравайка, колпица, малая белая цапля, египетская цапля, султанка. В период пролёта здесь останавливаются тысячи фламинго, кудрявых пеликанов, черноголовых хохотунов, лебедей, а также находящийся под угрозой исчезновения гусь-пискулька.
На территории резервата встречается 78 видов млекопитающих.
В списке исчезающих видов в регионе насчитывается 20 наименований птиц, 24 вида насекомых, 2 вида пресмыкающихся и 2 вида млекопитающих. На грани уничтожения — осетровые рыбы и каспийский тюлень.